# Holly Dunford
Holly Dunford, född den 14 oktober 1999 i Epsom, är en brittisk roddare.

## Karriär
Vid olympiska sommarspelen 2024 i Paris ingick Holly Dunford i det brittiska lag som tog brons i åtta med styrman.